# P.O. Pedersen (ingeniør)
|  | Flytteforslag Denne side er foreslået flyttet til P.O. Pedersen. Klik her for at se flytteforslaget. |

 Der er flere personer med dette navn, se P.O. Pedersen (tandlæge).
Peder Oluf Pedersen, kendt som P.O. Pedersen (født 19. juni 1874 i Sig i Thorstrup Sogn ved Varde, død 30. august 1941 i København) var en dansk ingeniør, opfinder og fysiker, samt direktør og rektor for Den Polytekniske Læreanstalt.
P.O. Pedersens karriere startede for alvor i 1889, da han sendte et brev med et projekt til et vandingsanlæg til Kong Christian IX. Brevet blev sendt videre til Polyteknisk Læreanstalt, hvorved dennes direktør Julius Thomsen og professor S.C. Borch fik kendskab til P.O. Pedersen og de fattede interesse for at hjælpe ham i gang med at studere. I efteråret 1890 flyttede P.O. Pedersen til København for at studere, med understøttelse fra kongen.
I 1899 kom Pedersen i forbindelse med Valdemar Poulsen. De to indledte et samarbejde omkring Valdemar Poulsens opfindelse, Poulsen-Buen. P.O. Pedersen var teoretikeren og Valdemar Poulsen var den kreative.
I 1912 blev P.O. Pedersen professor ved Den Polytekniske Læreanstalt, og i 1922 blev han direktør for samme. Fra 1933 og til sin død var Pedersen rektor for Den Polytekniske Læreanstalt. I 1937 var han med til at etablere Akademiet for de Tekniske Videnskaber.
Han var Kommandør af 2. grad af Dannebrogordenen, Dannebrogsmand og tildelt den kongelige fortjenstmedalje i guld.

## Familie og eftermæle
Han var søn af gårdejer Peder Pedersen og dennes hustru Anne, født Villadsen. Han var gift to gange. Med sin første hustru, Maria Theodora Lihme (1871–1930), fik han fire børn: Sønnen Kai Oluf Pedersen (1901-1991) (videnskabsmand), datteren Ellen Margrethe Charlotte Pedersen (1903–1979), sønnen Gunnar Pedersen (1905-1997), senere generaldirektør i Post og Telegrafvæsenet og datteren, forfatteren Inger Magrethe (Grete) (1909-1997) gift Krøncke.
Med sin anden kone Emma Clausen Gad (1902-1997) fik han yderligere tre børn: Per Edgar Pedersen (1933-2014), Dan Eivind Pedersen (født 1934) og Rita Ems Pedersen (født 1935).
P.O. Pedersen er begravet på Vestre Kirkegård i København. Ingeniør-kollegiet P. O. Pedersen-kollegiet i Kongens Lyngby fra 1964, samt Railions dieselektriske lokomotiv litra EA 3019 fra 1992 er opkaldt efter ham.
På Varde Museum findes en mindestue med møbler, der har tilhørt P.O. Pedersen.